# 삼각 플라스크

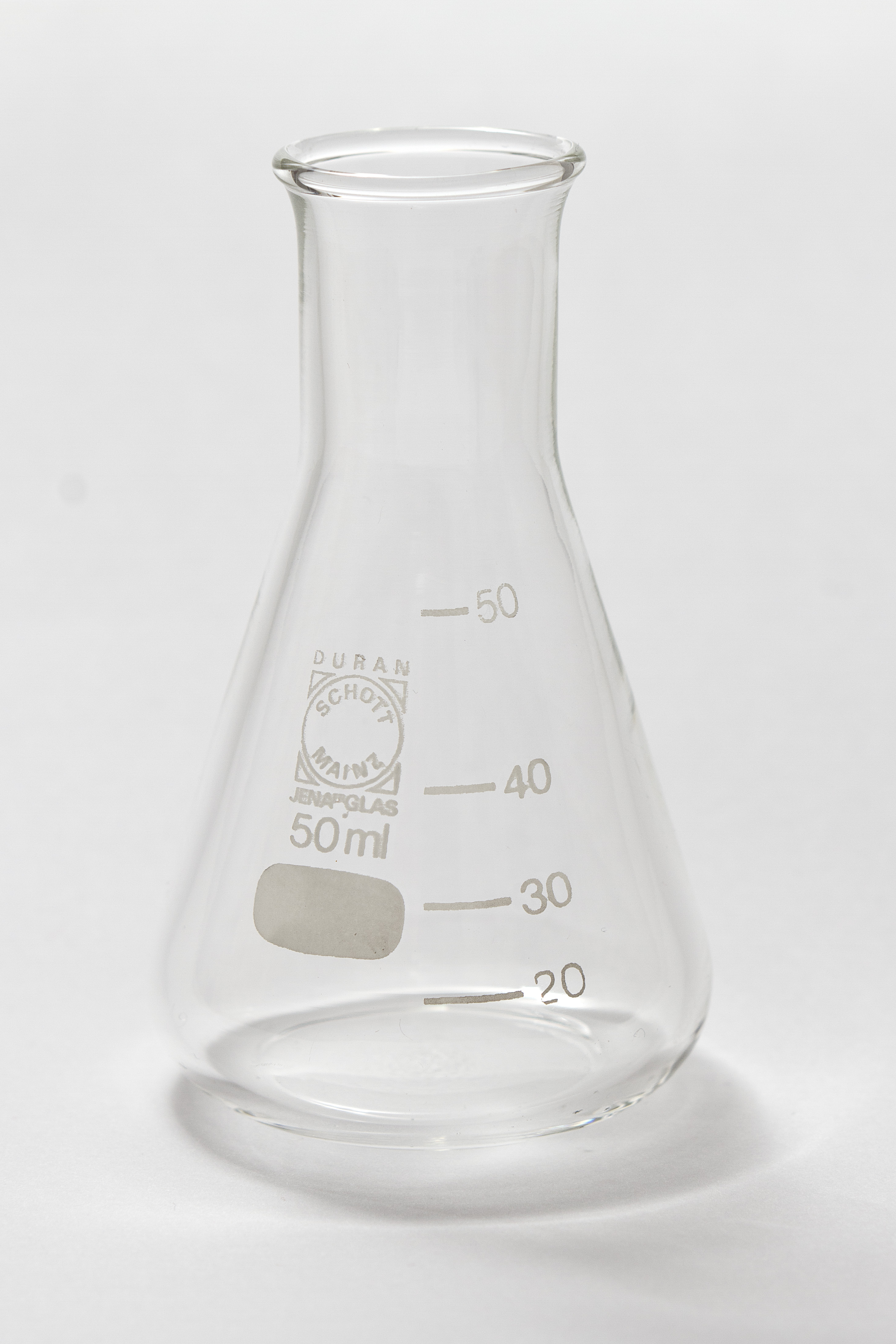
삼각 플라스크

삼각 플라스크(三角 flask)는 밑면이 평평한 원뿔 모양의 플라스크이다. 둥근 바닥 플라스크에 비해 침전물을 꺼내기가 쉽고 가열할 때 액체가 밖으로 잘 튀지 않으며, 바닥이 넓어 안정성이 높다. 크기는 다양하며 재료는 연질이나 경질 유리, 석영유리 등으로 만든다,